# Grand Prix der Nordischen Kombination 2021
Der Grand Prix der Nordischen Kombination 2021 war eine im Sommer vom Weltverband FIS ausgetragene Wettkampfserie in der Nordischen Kombination. Diese wurde bei den Männern in jener Saison zum 23. Mal ausgetragen sowie bei den Frauen zum dritten Mal. Erstmals umfasste dabei die Serie der Frauen die gleiche Anzahl an Wettbewerben wie die der Männer. Der Grand Prix, bei dem der Sprungdurchgang auf mit Matten belegten Schanzen sowie der Langlauf auf Rollski durchgeführt wird, begann am 28. August 2021 in Oberhof und endete nach einer Zwischenstation in Oberwiesenthal am 5. September 2021 in Villach. Bei den Männern wurde pro Wettbewerb ein Preisgeld von insgesamt 11.500 Schweizer Franken an die besten sechs Athleten ausgezahlt, wobei dem Tagessieger 3.500 Schweizer Franken zustanden. Das Preisgeld umfasste bei den Frauen 1.500 Schweizer Franken pro Wettkampf, wobei die Siegerin 500 Schweizer Franken erhielt. Gesamtsieger des Grand Prix 2021 wurde im Gegensatz zum Weltcup derjenige Athlet, der an allen Wettbewerben teilnahm und innerhalb dieser Gruppe am meisten Punkte erzielte.
Nachdem im Jahr 2020 aufgrund der COVID-19-Pandemie kein Grand Prix ausgetragen wurde, gingen der Österreicher Franz-Josef Rehrl sowie die Russin Stefanija Nadymowa als Titelverteidiger in die Sommer-Saison, wobei Rehrl aufgrund eines Kreuzbandrisses aus dem Dezember 2020 nicht an den Wettkämpfen teilnehmen konnte.

## Austragungsorte
| Schanzenanlage im Kanzlersgrund in Oberhof | Fichtelbergschanzen in Oberwiesenthal | Villacher Alpenarena in Villach |
| ------------------------------------------ | ------------------------------------- | ------------------------------- |
| Normal- & Großschanze                      | Normalschanze                         | Normalschanze                   |
|                                            |                                       |                                 |

## Männer

### Startquoten
Bei den Wettbewerben der Herren hatten die Nationen gemäß ihrer Platzierung in der Nationenwertung der Weltcup-Saison 2020/21 unterschiedliche Startquoten. So waren aus den besten drei Nationen acht Athleten pro Wettbewerb startberechtigt, während Nationen wie Russland oder die Ukraine, die 2020/21 keine Weltcup-Punkte sammeln konnten, lediglich mit zwei Sportlern an den Start gehen durften. Die ausrichtenden Nationen durften pro Wettbewerb zusätzlich zu ihrer Startquote weitere vier Athleten in der nationalen Gruppe starten lassen.
| Basis                                      | Nation             | Anzahl |
| ------------------------------------------ | ------------------ | ------ |
| Ränge 1 bis 3 der Nationenwertung 2020/21  | Deutschland        | 8      |
| Ränge 1 bis 3 der Nationenwertung 2020/21  | Norwegen           | 8      |
| Ränge 1 bis 3 der Nationenwertung 2020/21  | Österreich         | 8      |
| Ränge 4 bis 6 der Nationenwertung 2020/21  | Japan              | 6      |
| Ränge 4 bis 6 der Nationenwertung 2020/21  | Finnland           | 6      |
| Ränge 4 bis 6 der Nationenwertung 2020/21  | Italien            | 6      |
| Platzierung in der Nationenwertung 2020/21 | Frankreich         | 4      |
| Platzierung in der Nationenwertung 2020/21 | Estland            | 4      |
| Platzierung in der Nationenwertung 2020/21 | Tschechien         | 4      |
| Platzierung in der Nationenwertung 2020/21 | Vereinigte Staaten | 4      |
| Platzierung in der Nationenwertung 2020/21 | Polen              | 4      |
| Platzierung in der Nationenwertung 2020/21 | Slowenien          | 4      |
| Nicht in der Nationenwertung 2020/21       | Rest               | 2      |

### Grand-Prix-Übersicht
| Datum      | Austragungsort                 | Disziplin               | Sieger          | Zweiter        | Dritter            |
| ---------- | ------------------------------ | ----------------------- | --------------- | -------------- | ------------------ |
| 28.08.2021 | Oberhof / Steinbach-Hallenberg | Gundersen Großschanze   | Ilkka Herola    | Mario Seidl    | Manuel Einkemmer   |
| 29.08.2021 | Oberhof / Steinbach-Hallenberg | Gundersen Großschanze   | Johannes Rydzek | Vinzenz Geiger | Ilkka Herola       |
| 01.09.2021 | Oberwiesenthal                 | Gundersen Normalschanze | Vinzenz Geiger  | Mario Seidl    | Ilkka Herola       |
| 04.09.2021 | Villach                        | Gundersen Normalschanze | Ilkka Herola    | Mario Seidl    | Stefan Rettenegger |
| 05.09.2021 | Villach                        | Gundersen Normalschanze | Mario Seidl     | Ilkka Herola   | Martin Fritz       |

### Wertungen
Aufgrund der Regelung, dass der Gesamtsieger an allen Wettbewerben teilgenommen haben muss, gab die FIS sowohl eine allgemeine Gesamtwertung als auch eine finale Grand-Prix-Wertung heraus.
| Rang | Name             | Punkte |
| ---- | ---------------- | ------ |
| 01.  | Ilkka Herola     | 400    |
| 02.  | Mario Seidl      | 380    |
| 03.  | Johannes Rydzek  | 275    |
| 04.  | Terence Weber    | 204    |
| 05.  | Martin Fritz     | 202    |
| 06.  | Manuel Einkemmer | 124    |
| 07.  | Thomas Jöbstl    | 116    |

| Rang | Name                | Punkte |
| ---- | ------------------- | ------ |
| 08.  | Lars Ivar Skårset   | 114    |
| 09.  | Laurent Muhlethaler | 100    |
| 10.  | Philipp Orter       | 088    |
| 11.  | Lukas Klapfer       | 072    |
| 12.  | David Mach          | 046    |
| 13.  | Vid Vrhovnik        | 034    |
| 14.  | Antoine Gérard      | 033    |

| Rang | Name                 | Punkte |
| ---- | -------------------- | ------ |
| 15.  | Samuel Costa         | 031    |
| 16.  | Ondřej Pažout        | 025    |
| 17.  | Simon Hüttel         | 022    |
| 18.  | Szczepan Kupczak     | 014    |
| 19.  | Mattéo Baud          | 011    |
| 20.  | Wendelin Thannheimer | 001    |
| 21.  | Dmytro Masurtschuk   | 001    |

| Rang | Name                | Punkte |
| ---- | ------------------- | ------ |
| 01.  | Ilkka Herola        | 400    |
| 02.  | Mario Seidl         | 380    |
| 03.  | Johannes Rydzek     | 275    |
| 04.  | Vinzenz Geiger      | 220    |
| 05.  | Terence Weber       | 204    |
| 06.  | Martin Fritz        | 202    |
| 07.  | Manuel Einkemmer    | 124    |
| 08.  | Thomas Jöbstl       | 116    |
| 09.  | Lars Ivar Skårset   | 114    |
| 10.  | Laurent Muhlethaler | 100    |
| 11.  | Fabian Rießle       | 098    |
| 12.  | Philipp Orter       | 088    |
| 13.  | Stefan Rettenegger  | 084    |
| 14.  | Jens Lurås Oftebro  | 079    |
| 15.  | Julian Schmid       | 072    |
| 16.  | Lukas Klapfer       | 072    |
| 17.  | Kristjan Ilves      | 068    |
| 18.  | Ben Loomis          | 068    |

| Rang | Name               | Punkte |
| ---- | ------------------ | ------ |
| 19.  | Leevi Mutru        | 066    |
| 20.  | Simen Tiller       | 060    |
| 21.  | Lukas Greiderer    | 059    |
| 22.  | Eero Hirvonen      | 056    |
| 23.  | Espen Andersen     | 046    |
| 24.  | David Mach         | 046    |
| 25.  | Arttu Mäkiaho      | 044    |
| 26.  | Jørgen Graabak     | 040    |
| 27.  | Thomas Rettenegger | 035    |
| 28.  | Vid Vrhovnik       | 034    |
| 29.  | Antoine Gérard     | 033    |
| 30.  | Samuel Costa       | 031    |
| 31.  | Jakob Lange        | 026    |
| 32.  | Ondřej Pažout      | 025    |
| 33.  | Espen Bjørnstad    | 022    |
| 34.  | Simon Hüttel       | 022    |
| 35.  | Sebastian Østvold  | 021    |
| 36.  | Christian Deuschl  | 020    |

| Rang | Name                 | Punkte |
| ---- | -------------------- | ------ |
| 37.  | Lukáš Daněk          | 017    |
| 38.  | Marc-Luis Rainer     | 015    |
| 39.  | Szczepan Kupczak     | 014    |
| 40.  | Jasper Good          | 013    |
| 41.  | Perttu Reponen       | 012    |
| 42.  | Mattéo Baud          | 011    |
| 43.  | Iacopo Bortolas      | 011    |
| 44.  | Eidar Johan Strøm    | 010    |
| 45.  | Martin Hahn          | 009    |
| 46.  | Niklas Malacinski    | 008    |
| 47.  | Otto Niittykoski     | 005    |
| 48.  | Simon Mach           | 004    |
| 49.  | Fabio Obermeyr       | 004    |
| 50.  | Taylor Fletcher      | 002    |
| 51.  | Jared Shumate        | 002    |
| 52.  | Wendelin Thannheimer | 001    |
| 53.  | Dmytro Masurtschuk   | 001    |
| 54.  | Tristan Sommerfeldt  | 001    |

| Rang | Land               | Punkte |
| ---- | ------------------ | ------ |
| 01.  | Deutschland        | 541    |
| 02.  | Österreich         | 468    |
| 03.  | Finnland           | 282    |
| 04.  | Norwegen           | 149    |
| 05.  | Frankreich         | 103    |
| 06.  | Vereinigte Staaten | 080    |
| 07.  | Italien            | 036    |
| 08.  | Tschechien         | 029    |
| 09.  | Slowenien          | 017    |
| 10.  | Polen              | 009    |

| Rang | Name                | Punkte |
| ---- | ------------------- | ------ |
| 01.  | Mario Seidl         | 430    |
| 02.  | Ilkka Herola        | 295    |
| 03.  | Terence Weber       | 263    |
| 04.  | Martin Fritz        | 248    |
| 05.  | Mattéo Baud         | 185    |
| 06.  | Manuel Einkemmer    | 140    |
| 07.  | Laurent Muhlethaler | 125    |
| 08.  | Simon Hüttel        | 120    |
| 09.  | Johannes Rydzek     | 117    |
| 10.  | Lars Ivar Skårset   | 112    |

| Rang | Name               | Punkte |
| ---- | ------------------ | ------ |
| 01.  | Ilkka Herola       | 274    |
| 02.  | Johannes Rydzek    | 264    |
| 03.  | Vinzenz Geiger     | 220    |
| 04.  | Fabian Rießle      | 210    |
| 05.  | Philipp Orter      | 185    |
| 06.  | Mario Seidl        | 149    |
| 07.  | David Mach         | 141    |
| 08.  | Jens Lurås Oftebro | 126    |
| 09.  | Arttu Mäkiaho      | 124    |
| 10.  | Martin Fritz       | 122    |

## Frauen

### Grand-Prix-Übersicht
| Datum      | Austragungsort                 | Disziplin               | Siegerin             | Zweite          | Dritte           |
| ---------- | ------------------------------ | ----------------------- | -------------------- | --------------- | ---------------- |
| 28.08.2021 | Oberhof / Steinbach-Hallenberg | Gundersen Normalschanze | Gyda Westvold Hansen | Lisa Hirner     | Annika Sieff     |
| 29.08.2021 | Oberhof / Steinbach-Hallenberg | Gundersen Normalschanze | Gyda Westvold Hansen | Ema Volavšek    | Annika Sieff     |
| 01.09.2021 | Oberwiesenthal                 | Gundersen Normalschanze | Gyda Westvold Hansen | Ema Volavšek    | Mari Leinan Lund |
| 04.09.2021 | Villach                        | Gundersen Normalschanze | Gyda Westvold Hansen | Annalena Slamik | Lisa Hirner      |
| 05.09.2021 | Villach                        | Gundersen Normalschanze | Gyda Westvold Hansen | Annika Sieff    | Ema Volavšek     |

### Wertungen
Aufgrund der Regelung, dass die Gesamtsiegerin an allen Wettbewerben teilgenommen haben muss, gab die FIS sowohl eine allgemeine Gesamtwertung als auch eine finale Grand-Prix-Wertung heraus.
| Rang | Name                 | Punkte |
| ---- | -------------------- | ------ |
| 01.  | Gyda Westvold Hansen | 500    |
| 02.  | Ema Volavšek         | 284    |
| 03.  | Lisa Hirner          | 240    |
| 04.  | Annalena Slamik      | 232    |
| 05.  | Annika Sieff         | 212    |
| 06.  | Sigrun Kleinrath     | 191    |

| Rang | Name               | Punkte |
| ---- | ------------------ | ------ |
| 07.  | Veronica Gianmoena | 178    |
| 08.  | Mari Leinan Lund   | 174    |
| 09.  | Marie Naehring     | 164    |
| 10.  | Jenny Nowak        | 162    |
| 11.  | Annika Malacinski  | 125    |
| 12.  | Swetlana Gladikowa | 099    |

| Rang | Name                | Punkte |
| ---- | ------------------- | ------ |
| 13.  | Marte Leinan Lund   | 097    |
| 14.  | Ida Marie Hagen     | 095    |
| 15.  | Alexandra Glasunowa | 071    |
| 16.  | Sophia Maurus       | 059    |
| 17.  | Stefanija Nadymowa  | 036    |

| Rang | Name                 | Punkte |
| ---- | -------------------- | ------ |
| 01.  | Gyda Westvold Hansen | 500    |
| 02.  | Ema Volavšek         | 284    |
| 03.  | Lisa Hirner          | 240    |
| 04.  | Annalena Slamik      | 232    |
| 05.  | Annika Sieff         | 212    |
| 06.  | Sigrun Kleinrath     | 191    |
| 07.  | Veronica Gianmoena   | 178    |
| 08.  | Mari Leinan Lund     | 174    |
| 09.  | Marie Naehring       | 164    |
| 10.  | Jenny Nowak          | 162    |
| 11.  | Annika Malacinski    | 125    |

| Rang | Name                | Punkte |
| ---- | ------------------- | ------ |
| 12.  | Swetlana Gladikowa  | 099    |
| 13.  | Marte Leinan Lund   | 097    |
| 14.  | Ida Marie Hagen     | 095    |
| 15.  | Alexandra Glasunowa | 071    |
| 16.  | Léna Brocard        | 062    |
| 17.  | Sophia Maurus       | 059    |
| 18.  | Maria Gerboth       | 050    |
| 19.  | Hanna Midtsundstad  | 045    |
| 20.  | Silva Verbič        | 041    |
| 21.  | Magdalena Burger    | 038    |
| 22.  | Tschulpan Walijewa  | 038    |

| Rang | Name                | Punkte |
| ---- | ------------------- | ------ |
| 23.  | Stefanija Nadymowa  | 036    |
| 24.  | Emilia Görlich      | 031    |
| 25.  | Lena Prinoth        | 026    |
| 26.  | Eva Hubinger        | 026    |
| 27.  | Marit Weichselbraun | 024    |
| 28.  | Anja Rathgeb        | 023    |
| 29.  | Greta Pinzani       | 020    |
| 30.  | Tereza Koldovská    | 011    |
| 31.  | Jolana Hradilová    | 009    |

| Rang | Land               | Punkte |
| ---- | ------------------ | ------ |
| 01.  | Norwegen           | 687    |
| 02.  | Österreich         | 537    |
| 03.  | Deutschland        | 333    |
| 04.  | Italien            | 307    |
| 05.  | Slowenien          | 250    |
| 06.  | Russland           | 195    |
| 07.  | Vereinigte Staaten | 101    |
| 08.  | Frankreich         | 062    |
| 09.  | Tschechien         | 020    |
| 10.  | —                  | —      |

| Rang | Name               | Punkte |
| ---- | ------------------ | ------ |
| 01.  | Gyda W. Hansen     | 420    |
| 02.  | Annalena Slamik    | 350    |
| 03.  | Annika Sieff       | 265    |
| 04.  | Lisa Hirner        | 264    |
| 05.  | Jenny Nowak        | 220    |
| 06.  | Veronica Gianmoena | 197    |
| 07.  | Ema Volavšek       | 182    |
| 08.  | Sigrun Kleinrath   | 167    |
| 09.  | Annika Malacinski  | 135    |
| 10.  | Swetlana Gladikowa | 119    |

| Rang | Name               | Punkte |
| ---- | ------------------ | ------ |
| 01.  | Marie Naehring     | 430    |
| 02.  | Ema Volavšek       | 370    |
| 03.  | Gyda W. Hansen     | 276    |
| 04.  | Mari Leinan Lund   | 232    |
| 05.  | Sigrun Kleinrath   | 222    |
| 06.  | Marte Leinan Lund  | 190    |
| 07.  | Ida Marie Hagen    | 166    |
| 08.  | Lisa Hirner        | 156    |
| 09.  | Veronica Gianmoena | 128    |
| 10.  | Annika Malacinski  | 113    |